# 丁志辉

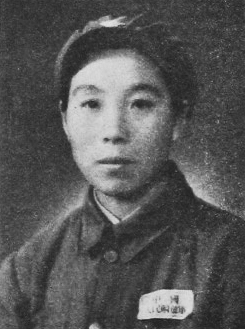
丁志輝军装照

丁志辉（1918年6月—1980年5月12日），女，江苏省无锡市人，中国人民解放军女性军官，曾任中国人民解放军总后勤部卫生部副部长，第一、二、三、五届全国人大代表。

## 生平
丁志辉出生于今江苏省无锡市河埒口大丁村的一个贫苦农民家庭。16岁时，丁志辉在无锡化新中学就读半年。1937年后，因生活困难，她进入上海一家织布厂当女工。曾参加红十字会举办、为期三个月的救护训练班。
在中共地下工作者引导下，丁志辉于1939年6月赴皖南参加新四军，从事医务工作。1940年6月，丁志辉加入中国共产党。10月，参加黄桥战役。后任新四军第一师旅、第三师卫生部休养所所长、第三师第十旅卫生部后方医院院长。第二次国共内战期间，随着部队进入东北地区，担任东北民主联军卫生部医务主任兼后方医院院长、第四野战军野战医院院长等职位，参加辽沈战役、平津战役。
1949年10月1日，丁志辉以第一届全国政协委员身份在天安门城楼观礼台参加开国大典。1951年，以中南军区赴朝医疗手术大队大队长身份参加朝鲜战争；战后任中南军区广州陆军医院医务主任、协和医院、解放军总医院副院长，总后勤部卫生部副部长等职位。获三级独立自由勋章、三级解放勋章。多次获得“模范干部”、“模范党员”、“模范医务工作者”、“模范女干部”等光荣称号。
1954年，她当选第一届全国人大代表。9月，她出席第一届全国人大第一次会议讨论宪法草案，期间并发言。

## 家庭
丁志辉的丈夫刘德懋曾担任军事医学院副院长。有两个孩子。